# الرييدة (سيئون)

'

تعديل مصدري - تعديل

الرييدة هي إحدى قرى عزلة سيئون بمديرية سيئون التابعة لمحافظة حضرموت، بلغ تعداد سكانها 817 نسمة حسب تعداد اليمن لعام 2004.